# Léo Melliet
Nicolas Cécile François Melliet, detto Léo Melliet (Lévignac, 22 dicembre 1843 – Cadillac, 16 marzo 1909), è stato un avvocato e politico francese.
Fu una personalità della Comune di Parigi e un deputato radical-socialista dal 1889 al 1902.

## Biografia
Avvocato e militante dell'Internazionale, il 5 novembre 1870 fu eletto vicesindaco del XIII arrondissement e prese parte alla fondazione del "Comitato centrale della Guardia nazionale", di cui fu membro. Il 26 marzo 1871 fu eletto al Consiglio della Comune e fece parte prima della Commissione giustizia e poi della Commissione esteri. Fu favorevole all'istituzione del Comitato di Salute pubblica e ne fu membro dal 1º all'8 maggio.
Alla caduta della Comune fuggì in Belgio e di qui passò in Gran Bretagna, insegnando alla Scuola normale di Edimburgo, mentre la corte marziale di Versailles lo condannava a morte in contumacia. Tornò in Francia con l'amnistia del 1880 e nel 1898 fu eletto deputato all'Assemblea Nazionale come radical-socialista.
Non rieletto nel 1902, si ritirò dalla politica attiva e diresse una clinica psichiatrica, morendo nel 1909 a Cadillac-sur-Garonne.